# Karel Hendrik Geerts

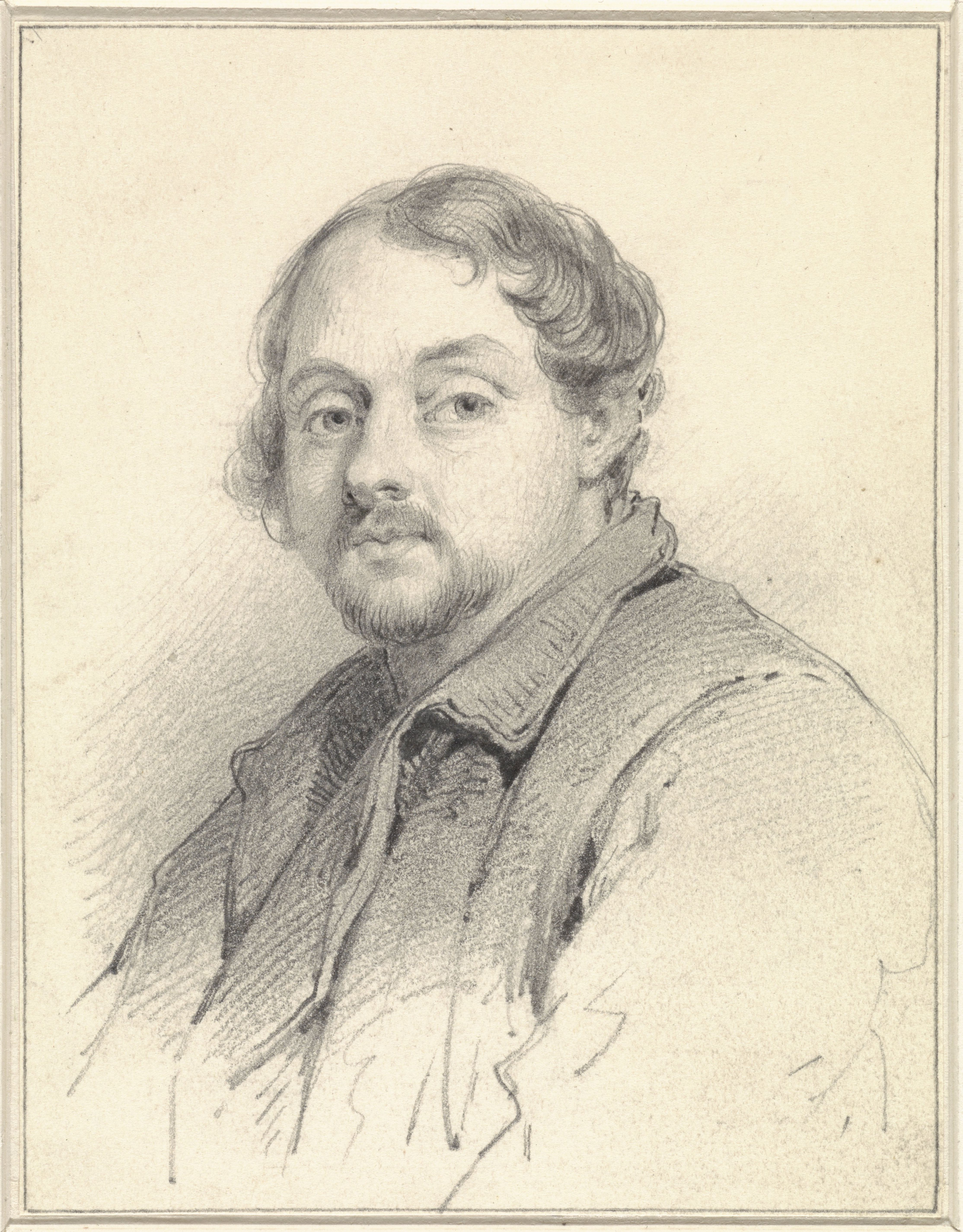
Karel Hendrik Geerts (zelfportret)

Karel Hendrik Geerts, (Antwerpen, 10 augustus 1807 – Leuven, 16 juni 1855) was een Belgische neogotische beeldhouwer die zich voornamelijk op houtsnijwerk toelegde.

## Leven
Karel Geerts genoot zijn opleiding aan de Academie te Antwerpen onder leiding van J.B. Van Hool en J.A. van der Ven (van 1824 tot 1833). Hij trad in het huwelijk met Ludovica Maria Ruelens. In 1833 werd hij leraar aan de Academie van Leuven en bleef dit tot aan zijn overlijden.
In een beeldhouwatelier in de Savoyestraat te Leuven oefende hij vanaf 1842  activiteiten uit. Op die plaats ontwikkelde hij een school voor religieuze beeldhouwkunst met een zestigtal leerlingen.
Enkele jaren nadien, in 1846, kocht hij in dezelfde straat een vleugel van het voormalige Savoyecollege dat in 1797 door de Franse bezetter was verbeurd verklaard. De collegekapel was toen reeds (sedert 1807) gesloopt. In deze gebouwen werden onder meer de beeldhouwers Jan Abeloos (1819-1886) en François Vermeylen Sr. opgeleid.
In het jaar van zijn overlijden, liet Geerts zijn pand in de Savoyestraat nog vergroten. Hij liet aan de achterkant een zijgebouw construeren in de richting van de Nieuwstraat die heden ten dage de Leopold Vanderkelenstraat wordt genoemd. 
Na Geerts' overlijden in 1855 verkocht zijn weduwe in mei 1858 de lokalen van het Savoyecollege, aan de toekomstige burgemeester Leopold Vander Kelen (burgemeester van 1872 tot 1895) en aan diens echtgenote Maria Mertens. 
De gebouwen gingen van de hand voor een som van 30.000 Belgische Frank. Mettertijd werden ze ingericht als het Leopold Vander Kelenmuseum.
Omwille van zijn verdienstelijk werk werd Geerts benoemd tot Ridder in de Orde van de Nederlandse Leeuw en Ridder in de Leopoldsorde.
De priester en schrijver Floris Prims drukte in 1936 zijn eerbied voor Karel Geerts uit, met de volgende woorden: "Hij bracht hier de houtsculptuur weder in eere. Hij heeft ontzaglijk veel en veel schoon werk geleverd, en talrijke leerlingen gevormd". In Borgerhout (Antwerpen) werd de Karel Geertsstraat (nabij de Turnhoutse Poort) naar hem genoemd.

## Werken (selectie)

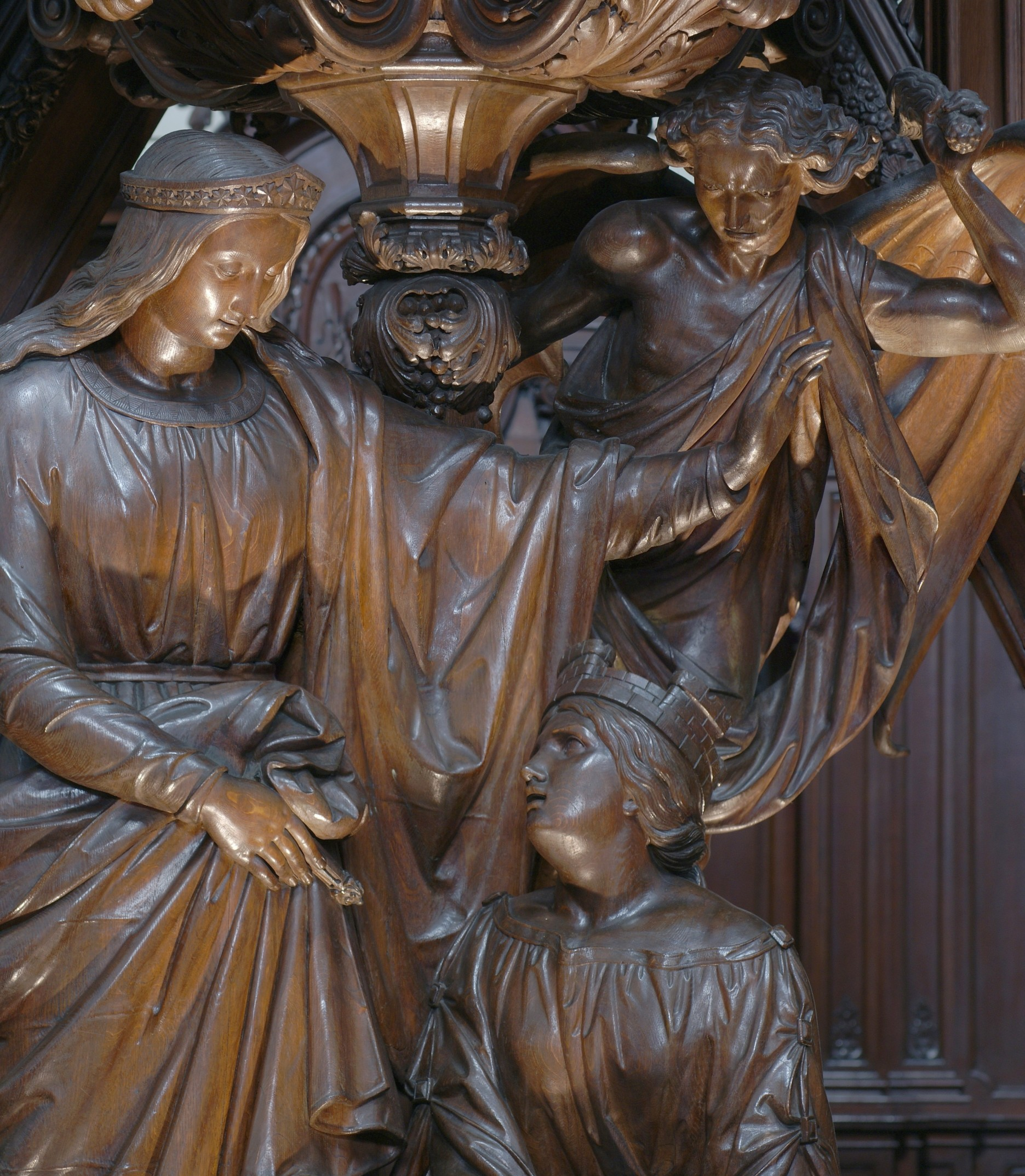
Detail van de kansel in de St-Aubankathedraal van Namen, gebouwd door Karel Geerts, in 1848.

- Koorgestoelte van de Onze-Lieve-Vrouwekathedraal te Antwerpen (1841);
- Sint-Aubankathedraal van Namen: de preekstoel (1848) en de beeldhouwwerken op de orgelkast;
- De kroning van de Maagd (Coronation of the Virgin) (circa 1850) in het Victoria and Albert Museum in Londen;
- Verscheidene beelden aan de gevel van het stadhuis te Leuven (1851);
- Een aantal gevelbeelden aan het stadhuis te Brugge (1852);
- Grafmonument voor Jacques De Mersseman (1853) op het 'Brugs Kerkhof' in Steenbrugge;
- Grafmonument voor Pierre-Jean Denef in de Sint-Pieterskerk te Turnhout;
- Onze-Lieve-Vrouwebeeld in de parochiekerk Onze-Lieve-Vrouw Onbevlekt Ontvangen te Bassevelde (Assenede) (1855).

## Trivia
De Karel Geertsstraat in Borgerhout (oud-Borgerhout/intra-muros) werd naar hem vernoemd.
- Gemeinsame Normdatei: 1299331416
- RKD-Nederlands Instituut voor Kunstgeschiedenis: 30660
- Virtual International Authority File: 3997169261791909510004